# 2000 SF331
2000 SF331, também escrito como 2000 SF331, é um objeto transnetuniano (TNO) que está localizado no cinturão de Kuiper, uma região do Sistema Solar. Este corpo celeste está em uma ressonância orbital de 2:5 com o planeta Netuno. Ele possui uma magnitude absoluta (H) de 7,4 e, tem um diâmetro estimado com cerca de 146 km.

## Descoberta
2000 SF331 foi descoberto no dia 23 de setembro de 2000 pelo astrônomo B. Gladman.

## Órbita
A órbita de 2000 SF331 tem uma excentricidade de 0,000 e possui um semieixo maior de 44,020 UA. O seu periélio leva o mesmo a uma distância de 44,020 UA em relação ao Sol e seu afélio a 44,020 UA.